# 로스앤젤레스 아즈텍스
로스앤젤레스 아즈텍스(Los Angeles Aztecs)는 북미 축구 리그에 소속된 미국의 프로축구단이었다. 캘리포니아주 로스앤젤레스를 본거지로 하고 있으며 로스앤젤레스 메모리얼 콜리세움과 로즈 볼을 홈구장으로 사용하였다.
조지 베스트와 요한 크라위프 같은 스타 플레이어들의 소속팀이기도 했다.

## 역대 감독
| 감독          | 임기        |
| ------------- | ----------- |
| 리뉘스 미헐스 | 1979 ~ 1980 |